# Спас-Клепиковская второклассная учительская школа
Спас-Клепиковская второклассная учительская школа — отдел Государственного музея-заповедника С. А. Есенина

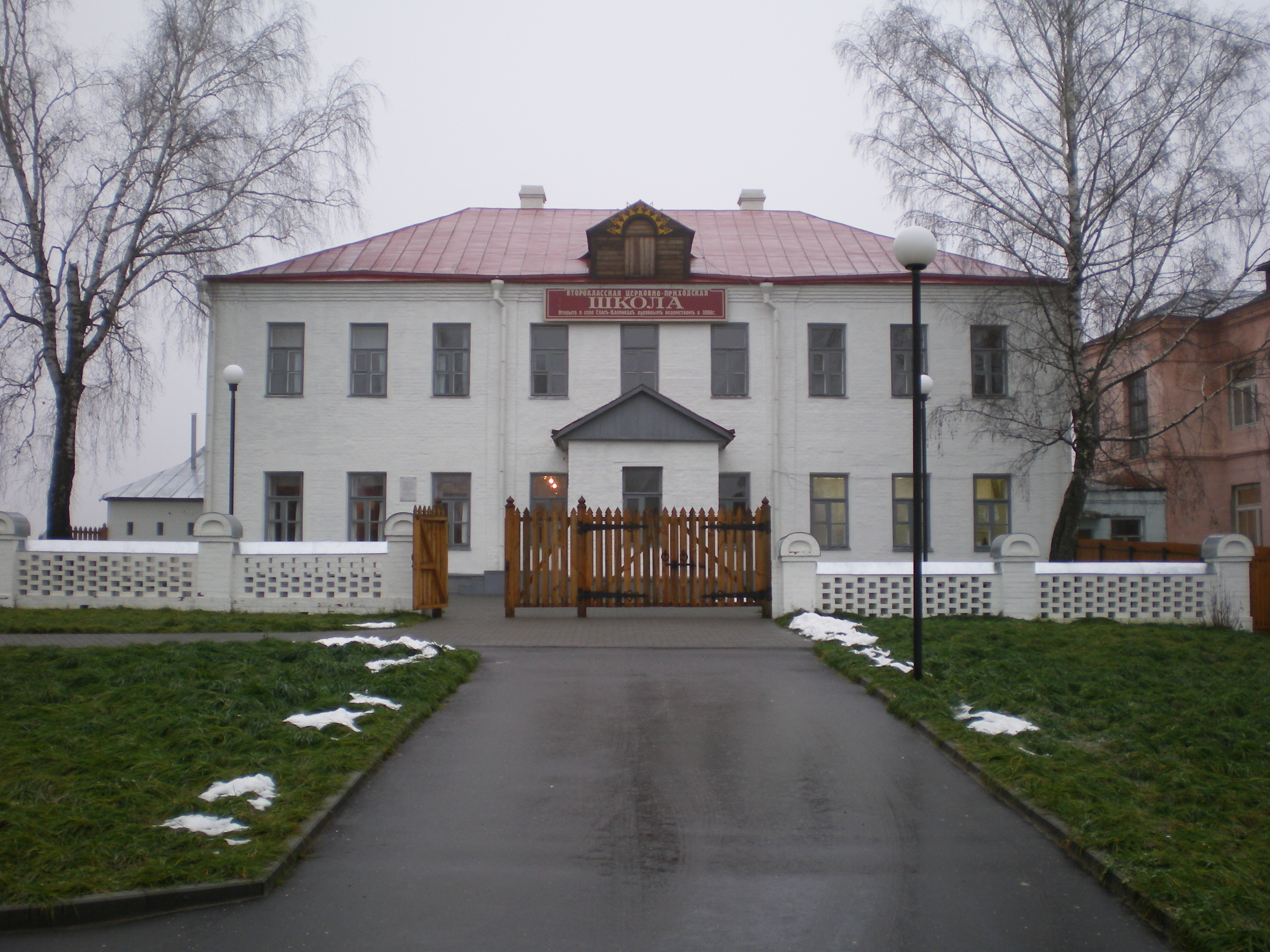
Спас-Клепиковская второклассная учительская школа

## История
Здание Спас-Клепиковской второклассной учительской школы было построено в 1891 году на собственные средства клепиковского купца 2-й гильдии Андрея Петровича Попова. Школа стояла на краю села, на берегу реки Совки, у сосновой рощи. Двухэтажная, побеленная, она была окружена белым невысоким кирпичным забором.
После революции 1917 года в здании второклассной школы разместилась общеобразовательная школа второй ступени, во время Великой Отечественной войны находился госпиталь для раненых бойцов, в послевоенные годы — интернат для детей из малообеспеченных семей, позже — среднее профессиональнотехническое училище механизаторов.
Рядом — церковно-приходская одноклассная (образцовая) школа грамоты, здание которой сгорело в 90-е годы XX века и было восстановлено в 2012 году. В 2020 году в здании открылась экспозиция, в которой посетители могут узнать о первых уроках, которые давал Есенин, о клепиковских базарах и ярмарках, участником которых был начинающий поэт, а также об одном из крупных промыслов города — ткачестве.

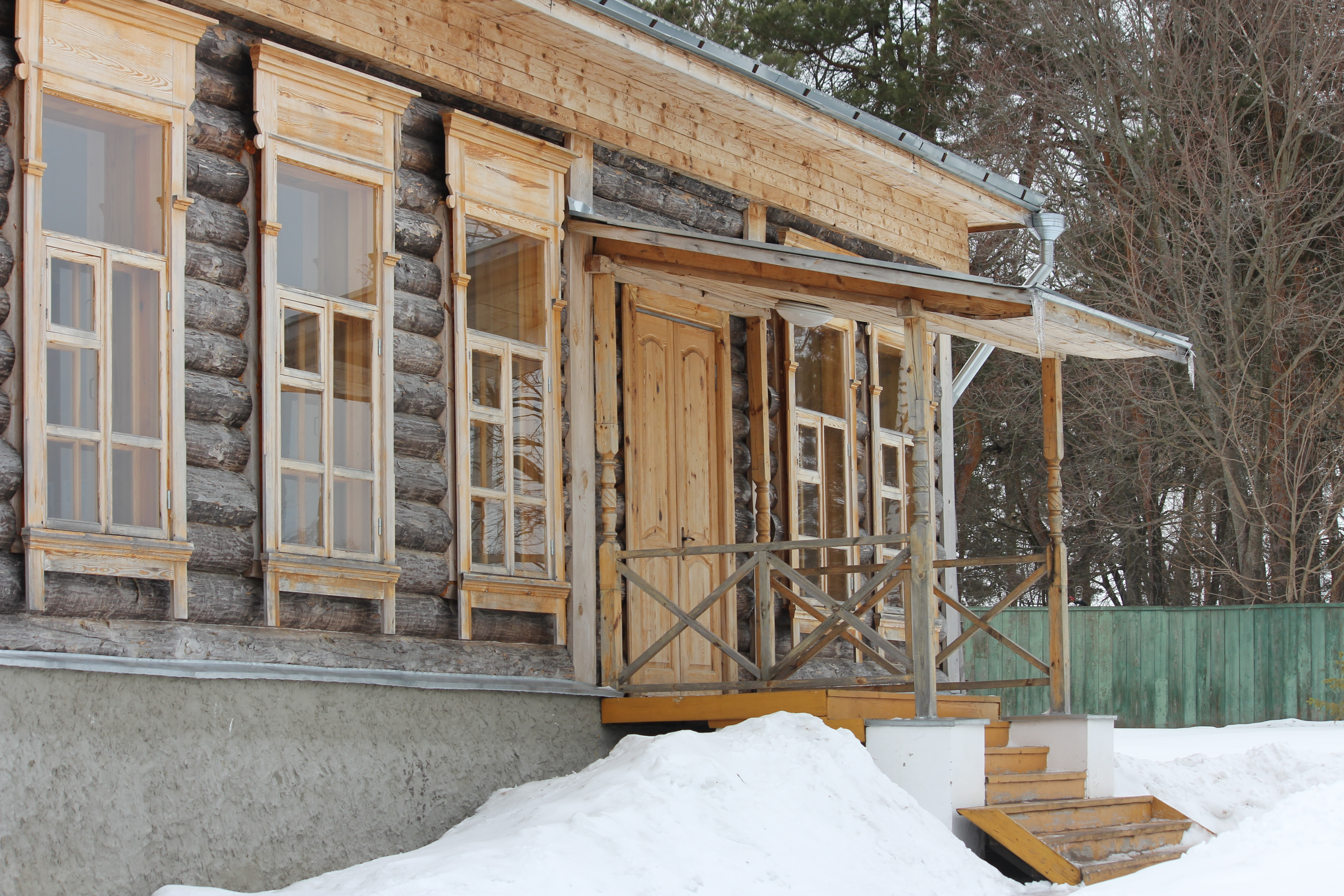
Школа грамоты

В 1960 году стараниями одноклассника Есенина Григория Львовича Черняева на здании школы была установлена мемориальная доска, а в начале 1980-х годов начался поиск документов и экспонатов, связанных с деятельностью учительской школы. В 1984 году постановлением Совета Министров РСФСР № 85 памятные места, связанные с пребыванием поэта в городе Спас-Клепики, — музеефицированное здание школы и прилегающие к нему постройки — вошли в реорганизованный Литературно-мемориальный музей Есенина, который состоял теперь из объектов в родном селе Есенина Константинове и школьного здания в Спас-Клепиках и получил статус Государственного музея-заповедника. Результатом многолетней организационной, проектной и исследовательской работы стало открытие в 1985 году экспозиции. Она освещала трехлетний период обучения Есенина в учительской школе.
В 2005 году, к 110-летию со дня рождения поэта, взору посетителей предстала обновленная и расширенная экспозиция, в которую вошло значительное количество музейных предметов, собранных научными сотрудниками за 30 лет. Среди них — документы, повествующие об истории образовательного учреждения, которое находилось в ведении Святейшего Синода, выявляющие деятельность церковных школ как части образовательной системы дореволюционной России. Коллекция мемориальных экспонатов пополнилась мебелью и вещами из квартиры преподавателя школы В. А. Гусева.
В 2009 году во дворе учительской школы был установлен бюст С. А. Есенина работы известного скульптора, Народного художника России А. А. Бичукова.

## С. А. Есенин в Спас-Клепиках
Сергей Есенин впервые посетил Спас-Клепики в 1909 году: в конце августа юноша приехал сдавать экзамены во второклассную учительскую школу. Этому событию предшествовало успешное окончание Константиновского четырехгодичного земского народного училища.
Обучались в Спас-Клепиковской церковно-учительской школе три года. Учебная программа состояла как из церковных дисциплин (Закон Божий, церковная общая и русская история, церковное пение, церковно-славянский язык), так и общеобразовательных (отечественная история, география, арифметика, геометрическое черчение, чистописание, дидактика).

Бюст поэта в Спас-Клепиках

Каждый день ученики читали утренние и вечерние молитвенные правила, причем с поясными и земными поклонами. В воскресные и праздничные дни они неукоснительно бывали на богослужениях в клепиковской Спасо-Преображенской церкви. На всенощных, в порядке своей очереди, ученики, облачаясь в стихарь, читали шестопсалмие.
Участие Сергея Есенина в богослужениях, молебнах и панихидах оказало очень большое влияние на его творчество. Как отметила профессор О. Е. Воронова, «во многих произведениях Есенин показал свою глубокую осведомленность в жанрах гимнографической поэзии — таких как тропарь, канон, псалом, акафист, в типах молебнов и молебных песнопений, таинств и священнодействий…».
Усвоению гимнографических текстов, любви Есенина к псалмам и духовным песнопениям во многом способствовал учитель словесности Евгений Михайлович Хитров, который преподавал церковно-славянский язык и старался донести до учеников его необыкновенную выразительность.
Е. М. Хитров был любимым учителем Есенина, его влияние сказалось на глубоком знании юного поэта текстов Псалтири, что потом выразилось в «небиблейских» поэмах — «Пришествие», «Сельский часослов», «Октоих», «Преображение».
Будучи ценителем творчества А. С. Пушкина, Е. М. Хитров на своих уроках, выходя за рамки программы, читал его произведения. «Ребята очень любили такие чтения, — вспоминал он, — и часто просили меня об этом. Но, думаю, не было такого жадного слушателя у меня, как Есенин. Он впивался в меня глазами, глотал каждое слово. У него первого заблестят глаза и появятся слезы в печальных местах, первый расхохочется при смешном… Есенин полюбил Пушкина».
Стихотворения Есенина вначале не выделялись среди многих других, да и сам Хитров относился к его творчеству сдержанно, особенно к произведениям о чувственной любви, считал, что Есенину необходимо расширять кругозор. Однако вскоре учитель словесности познакомился со стихотворением «Звезды» и стал относиться к Сергею более внимательно.
С еще большим увлечением Сергей стал заниматься на уроках литературы и стилистики, основные занятия по которым приходились на последний период обучения в школе. Кроме того, Е. М. Хитров стал учить его редактировать стихотворения. И это дало свои плоды.
По воспоминаниям другого учителя, В. А. Гусева: «Во второй и третий год занятий стало ясно, что голубоглазый, подвижный, как ртуть, весельчак Есенин не просто „сочиняет“ стихи (это со многими случается в юности), а обладает незаурядным поэтическим дарованием».
В последний год учебы в Спас-Клепиках Есенин написал много стихотворений, часть из которых вошла впоследствии в его первую книгу «Радуница». Среди них широко известные стихи на православную тему «Задымился вечер…», «Дымом половодье…» и «Калики», в котором проникновенно описаны странники-богомольцы, распевающие духовные песнопения.
Позднее, связывая с любимым учителем свое становление как поэта, Сергей Есенин подарил ему первый сборник стихотворений «Радуница» с надписью: «Доброму старому учителю Евгению Михайловичу Хитрову от благодарного ученика, автора этой книги. 1916, 29 янв. Петроград».